# پسکاته
پسکاته (به ایتالیایی: Pescate) یک کومونه در ایتالیا است که در استان لکو واقع شده است. پسکاته ۲٫۱ کیلومتر مربع مساحت و ۲٬۱۲۰ نفر جمعیت دارد.